# 5152 Лабс
5152 Лабс (5152 Labs) — астероїд головного поясу, відкритий 18 жовтня 1931 року.
Тіссеранів параметр щодо Юпітера — 3,345.